# 罗伯特·阿奇巴尔德
罗伯特·迈克尔·阿奇巴尔德（英語：Robert Michael Archibald，1980年3月29日—2020年1月23日），英国篮球运动员，曾效力于美国NBA联盟。他在2002年的NBA选秀中第2轮第32顺位被孟菲斯灰熊选中。2020年1月23日，阿奇巴尔德於伊利諾州巴林頓逝世，死因尚未確認。